# Wahid El Fattal
Wahid El Fattal (en árabe: وحيد عبدالله الفتال‎; Beirut, Líbano; 1 de junio de 1978) es un exfutbolista del Líbano que jugaba en la posición de guardameta. Actualmente es el entrenador de porteros de la selección nacional.

## Carrera

### Club
| Periodo   | Club               |
| --------- | ------------------ |
| 1998–2006 | Nejmeh SC          |
| 2006–2008 | Al Ahli Saida SC   |
| 2008–2010 | Sagesse SC         |
| 2010–2011 | Al Ansar Beirut    |
| 2011–2012 | Shabab Al Sahel FC |
| 2012–2014 | Al Ahed Beirut     |

### Selección nacional
Jugó para Líbano en 11 ocasiones de 1998 a 2004, participó en los Juegos Asiáticos de 1998 y en la Copa Asiática 2000.

## Logros

### Club
- Lebanese Premier League: 1999–2000, 2001–02, 2003–04, 2004–05.

### Individual
- Equipo Ideal de la Liga Premier de Líbano: 1998–99,[2] 1999–2000.[3]